# Герцог Ньюкасл

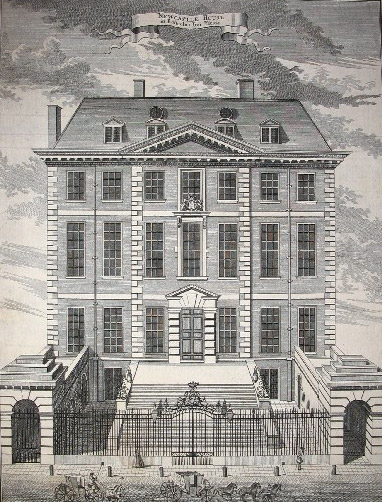
Ньюкасл-хаус на Лінкольнс-Інн-Філдс — лондонська резиденція герцога Ньюкасла, прем'єр-міністра Великої Британії

Герцог Ньюкасл — герцогський титул, що створювався чотири рази за всю історію Великої Британії. При цьому тричі створювався титул герцог Ньюкасл-апон-Тайн (Duke of Newcastle-upon-Tyne — 1665, 1694 і 1715) й одного разу — герцог Ньюкасл-андер-Лайн (Duke of Newcastle-under-Lyne — 1757).

## Герцоги Ньюкасл-апон-Тайн, перша креація (1665)
Вперше титул було надано Вільяму Кавендішу, відомому роялістському полководцю часів Громадянської війни:
- 1665—1676 — Вільям Кавендіш (1592—1676), 1-й герцог Ньюкасл-апон-Тайн
- 1676—1691 — Генрі Кавендіш (1630—1691), 2-й герцог Ньюкасл-апон-Тайн

## Герцоги Ньюкасл-апон-Тайн, друга креація (1694)
Удруге титул було створено у 1694 році для Джона Холла, одруженого з дочкою попереднього герцога:
- 1694—1711 — Джон Холл (1662—1711), 1-й герцог Ньюкасл-апон-Тайн

## Герцоги Ньюкасл-апон-Тайн, третя креація (1715)
Утретє титул було створено для Томаса Пелем-Холлса, відомого вігського політика, нащадка 1-го герцога 1-го створення. Титул герцог Ньюкасл-апон-Тайн згас у 1768 році по смерті 1-го герцога 3-го створення.
- 1715—1768 — Томас Пелем-Холлс (1693—1768), 1-й герцог Ньюкасл-апон-Тайн, 1-й герцог Ньюкасл-андер-Лайн

## Герцог Ньюкасл-андер-Лайн, перша креація (1768)

Герб дому Клінтон

Коли стало зрозуміло, що у Томаса Пелем-Холла не буде дітей, у 1757 році було створено титул герцог Ньюкасл-андер-Лайн, який успадкував його племінник.
- 1768—1768 — Томас Пелем-Холлс (1693—1768), 1-й герцог Ньюкасл-андер-Лайн, 1-й герцог Ньюкасл-апон-Тайн;
- 1768—1794 — Генрі Пелем-Клінтон (1720—1794), 2-й герцог Ньюкасл-андер-Лайн, 9-й граф Лінкольн, племінник попереднього;
- 1794—1795 — Томас Пелем-Клінтон (1752—1795), 3-й герцог Ньюкасл-андер-Лайн, 10-й граф Лінкольн, син попереднього;
- 1795—1851 — Генрі Пелем-Клінтон (1785—1851), 4-й герцог Ньюкасл-андер-Лайн, 11-й граф Лінкольн, син попереднього;
- 1851—1864 — Генрі Пелем-Клінтон (1811—1864), 5-й герцог Ньюкасл-андер-Лайн, 12-й граф Лінкольн, син попереднього;
- 1864—1879 — Генрі Пелем-Клінтон (1834—1879), 6-й герцог Ньюкасл-андер-Лайн, 13-й граф Лінкольн, син попереднього;
- 1879—1928 — Генрі Пелем-Клінтон (1864—1928), 7-й герцог Ньюкасл-андер-Лайн, 14-й граф Лінкольн, син попереднього;
- 1928—1941 — Френсіс Пелем-Клінтон-Гоуп (1866—1941), 8-й герцог Ньюкасл-андер-Лайн, 15-й граф Лінкольн, брат попереднього;
- 1941—1988 — Генрі Пелем-Клінтон-Гоуп (1907—1988), 9-й герцог Ньюкасл-андер-Лайн, 16-й граф Лінкольн, син попереднього;
- 1988—1988 — Едвард Пелем-Клінтон (1920—1988), 10-й герцог Ньюкасл-андер-Лайн, 17-й граф Лінкольн, правнук Чарльза Пелем-Клінтона, молодшого сина Генрі Пелем-Клінтона, 4-го герцога Ньюкасл-андер-Лайн.

Титул герцог Ньюкасл-андер-Лайн згас у 1988 році по смерті 10-го герцога.